# Siraf
Koordinaten: 27° 39′ 0″ N, 52° 20′ 0″ O
Siraf (persisch سیراف, DMG Sīrāf) war ein Hafen und bedeutendes frühislamisches Handelszentrum an der Küste des Persischen Golfs in der heutigen Provinz Buschehr im Iran. Die Ruinen des Ortes befinden sich ca. 220 km südlich der Stadt Buschehr und 380 km westlich von Bandar Abbas in der Nähe der modernen Kleinstadt Bandar Siraf (auch Bandar-e Sirāf, Bandar-e Taheri, Bandar-i Tahiri, Tāhiri, Tāheri und Tābiri).

## Geschichte

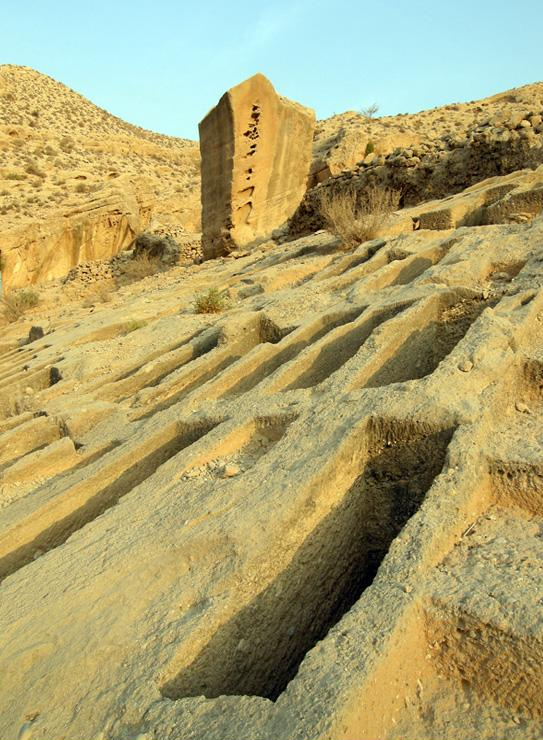
Friedhof nordöstlich der Freitagsmoschee

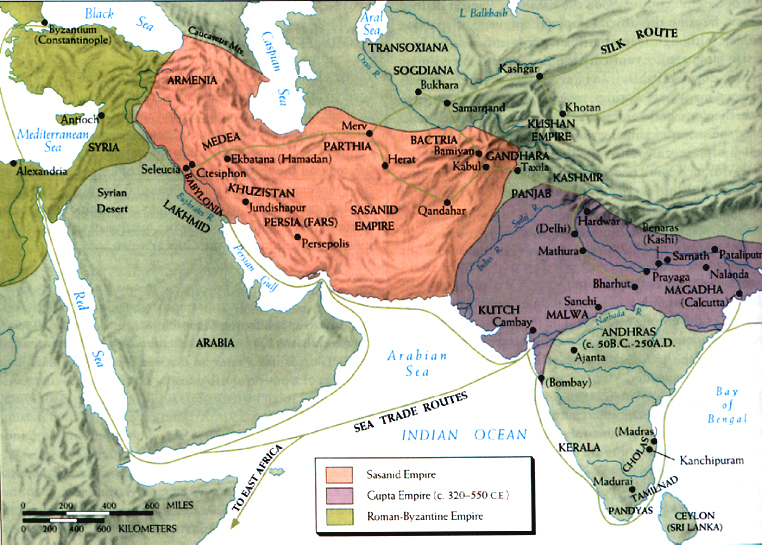
Indo-Sasanidischer Seeweg während der Sasanidenzeit

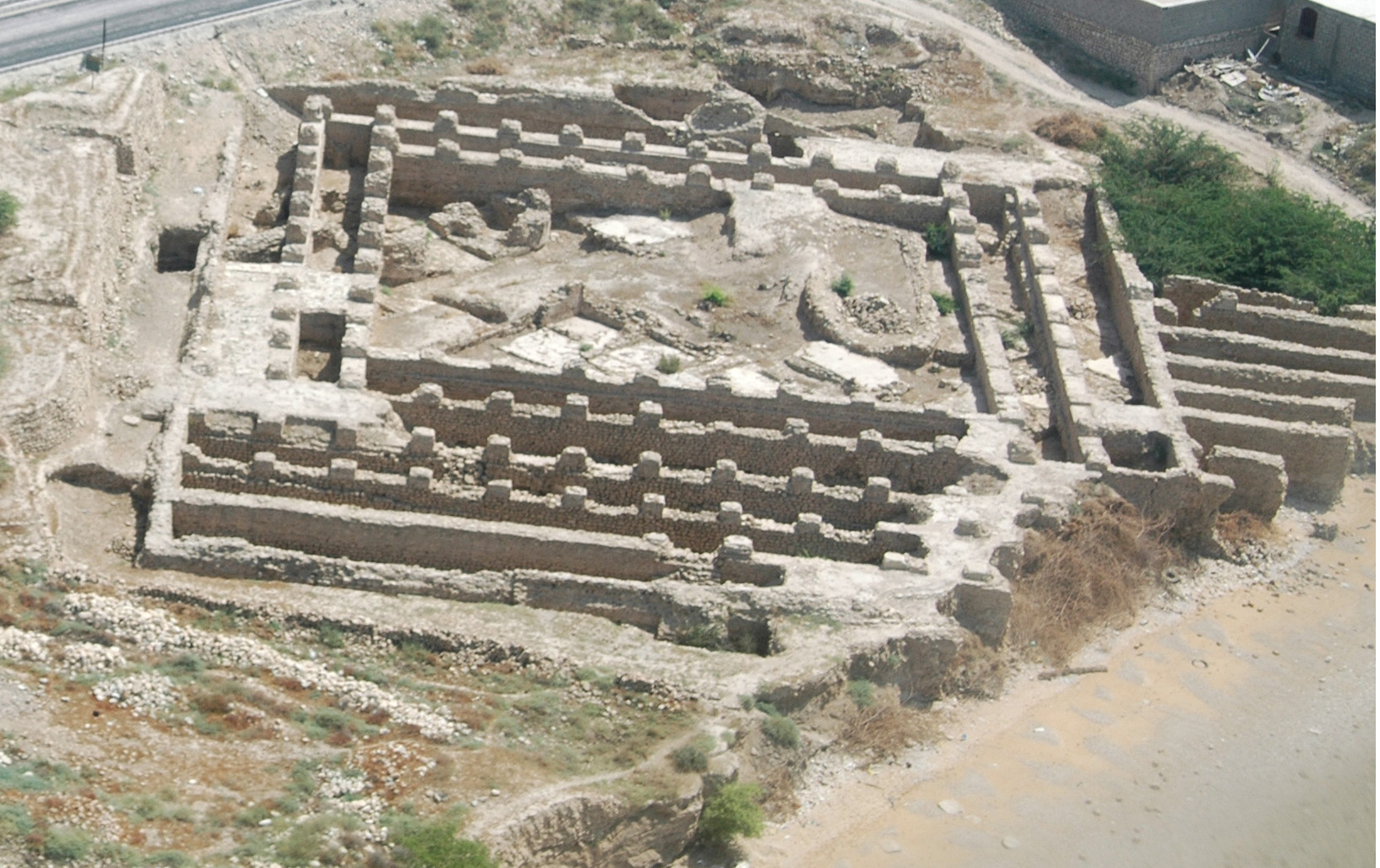
Ruinen in Siraf

Der erste Kontakt zwischen Siraf und China erfolgte zur Zeit der Parther um 185 n. Chr. Im 4. Jahrhundert war die Stadt bereits ein lebendiger Hafen und zwischen dem 8. Jahrhundert und dem Ende des 10. Jahrhunderts gehörte sie wohl zu den florierendsten Städten der Welt. Vermutlich aus sassanidischer Zeit (zwischen 224 und 651) stammen Beinhäuser, die entfernt mit den Grabtürmen von Palmyra in Verbindung stehen, jedoch nicht mit den Grabbauten der späteren islamischen Zeit.
Gemäß David Whitehouse, einem der ersten Archäologen, der die Ruinen der Hafenstadt von 1966 bis 1973 freilegte, blühte der Seehandel zwischen dem Persischen Golf und den östlich gelegenen Ländern auf Grund der starken Zunahme des Handels von Konsum- und Luxusgütern. Der Persische Golf diente als Seeweg zwischen der Arabischen Halbinsel und Indien über das Arabische Meer. Kleine Schiffe, wie die Dhau, konnten die lange Strecke bewältigen, indem sie sich in Sichtweite zum Festland an der Küste hielten. Östlicher Endpunkt der Seeschifffahrt war ein in arabischen Quellen Kalah genannter Hafenort, der an der Westküste des malaysischen Bundesstaates Kedah gelegen haben könnte und vermutlich mit dem Geluo der chinesischen Quellen identisch ist.
Mit der Zeit verlor der Hafen an Bedeutung und die Handelswege verlegten sich an das Rote Meer. Der Hafen wurde gegen 970 n. Chr. zerstört.

## Funde
Zu den archäologischen Funden der Hafenstadt zählen neben zahlreichen Tonscherben und Glasschalen Elfenbein-Objekte aus Ostafrika, Steine aus Indien und Lapislazuli aus Afghanistan.
Nach Whitehouse stammt die älteste Moschee Sirafs aus dem 9. Jahrhundert. Er fand Ruinen einer Gemeindemoschee, die von mehreren weiteren umgeben war. Andere Ruinen stammen von Häusern außerordentlich reicher Händler, die mit einer internationalen Klientel verkehrten. Besonders einflussreich waren jene aus Südindien, die während ihrer Besuche ausgiebig verköstigt wurden. Aufzeichnungen über Speiseplatten, die für sie bereitgestellt wurden, berichten davon.